# Melchior Fendt
Melchior Fendt, auch: Fend, Fendius (* 1486 in Nördlingen; † 8. November 1564 in Wittenberg), war ein deutscher Physiker und Mediziner.

## Leben
Nach dem Besuch der Schule seiner Heimatstadt und der Schule in Göttingen immatrikulierte er sich im Sommersemester 1506 an der Universität Leipzig, wo er im Sommersemester 18. Mai 1513 den Grad eines Baccalaureus der Artistischen Künste unter Simon Pistoris der Ältere erwarb. Er wechselte am 20. Juli 1513 an die Universität Wittenberg, war 1517 Schulmeister in Torgau, wechselte 1519 nach Plauen in gleicher Funktion, erwarb am 14. Februar 1519 in Wittenberg den akademischen Grad eines Magisters, übernahm 1520 von Georg Rhau die Stelle in Eisleben und wurde 1523 in die philosophische Fakultät der Wittenberger Akademie aufgenommen.
Nachdem er 1525 das Dekanat der philosophischen Fakultät übernommen hatte, konzentrierte sich auf die Studien der Medizin. 1527 wurde ihm das Amt des Armenarztes der Stadt Wittenberg für eine Bezahlung von 12 Gulden im Jahr übertragen. Doch er wechselte noch im selben Jahr nach Göttingen, wo er Rektor der Stadtschule wurde, aber nach zwei Jahren bereits wieder nach Wittenberg zurückkehrte. Nachdem er 1531 den akademischen Grad eines Lizentiaten der Medizin erworben hatte, hielt er 1535 Vorlesungen über Physik.
1536 bewarb er sich um eine Professur der Medizin, musste jedoch weiterhin auf diese warten und behandelte in seinen Vorlesungen 1537 und 1538 mit „De formatione foetus“ vorrangig medizinische Themen. Nachdem er am 3. Juli 1543 zum Doktor der Medizin promoviert wurde, übernahm er 1546 die langersehnte dritte ordentliche medizinische Professur an der medizinischen Fakultät der Universität. Fendt, der während des Schmalkaldischen Krieges und zur Zeit der Wittenberger Kapitulation als einziger Doktor der Medizin geblieben war, stand bei seinen Patienten in hohem Ansehen.
Unter seiner Leitung wurde das erste Wittenberger Studentenhospital gegründet. Er stiftete 400 Gulden, deren Zinsen Notleidenden zur Verfügung gestellt wurden.
Nach seinem Tode wurde ihm ein Epitaph in der Wittenberger Stadtkirche geschaffen, das ihn als greisen Simeon bei der Darstellung Christi im Tempel (Lukas 2,22ff) zeigt.
Neben seinen umfangreichen organisatorischen Tätigkeiten an der Universität bekleidete er mehrfach das Dekanat der philosophischen und medizinischen Fakultät und war im Wintersemester 1532 sowie 1543 und im Sommersemester 1553 Rektor der Universität.